# 会津地区広域事業組合
会津地区広域事業組合（あいづちくこういきじぎょうくみあい）は、かつて福島県にあった一部事務組合で、ごみ処理施設、し尿処理施設の設置、管理・運営の共同処理を行っていた。2006年9月1日に会津若松地方広域市町村圏整備組合へ編入統合された。

## 概要
- 所在地　福島県会津若松市神指町大字南四合字深川西292番地2

### 構成市町村
会津若松市、磐梯町、猪苗代町、会津坂下町、湯川村、柳津町、三島町、金山町、昭和村、会津美里町の1市7町2村で構成していた。

### 執行機関
- 管理者：構成市町村長の互選により決定（通常は会津若松市長が選ばれていた。）
- 副管理者：管理者以外の市町村長
- 収入役：会津若松市収入役（組合規約による）
- 監査委員：組合議員および見識を有する者の2名（見識を有する者は、通常会津若松市代表監査委員が選ばれていた。）
- 事務局（条例定数69人）
  - 業務課
  - 施設課
  - 会計課（会津若松市会計課職員が併任）
- 監査事務局（会津若松市監査事務局職員が併任）

### 議会
- 定数18名

会津若松市7名、会津美里町3名、そのほかの町村については各1名

## 沿革
- 1965年7月15日 - 会津若松市、会津高田町、本郷町、磐梯町、河東村、北会津村、新鶴村、湯川村を構成市町村として、し尿処理事務を共同処理するため「会津若松市外三町四ヶ村衛生組合」が設立
- 1971年1月 - 組織の名称を「会津地区広域事業組合」に変更
- 1971年9月 - 共同処理事務にごみ処理事務を追加
- 1973年4月1日 - 会津坂下町が加入
- 1984年4月1日 - 柳津町、金山町、三島町、昭和村がし尿処理事務に加入
- 1989年4月 - 猪苗代町がごみ処理事務に加入
- 2002年4月 - 猪苗代町がし尿処理事務に加入
- 2002年12月 - 柳津町、金山町、三島町、昭和村がごみ処理事務に加入
- 2004年10月31日 - 北会津村が脱退（2004年11月1日会津若松市への編入合併のため）
- 2005年9月30日 - 会津高田町、会津本郷町、新鶴村の脱退（2005年10月1日に会津美里町として新設合併のため）
- 2005年10月1日 - 会津美里町が加入
- 2005年10月31日 - 河東町が脱退（2005年11月1日会津若松市への編入合併のため）
- 2006年8月31日 - 会津若松地方広域市町村圏整備組合に統合するため解散